# Hall of Fame for Great Americans

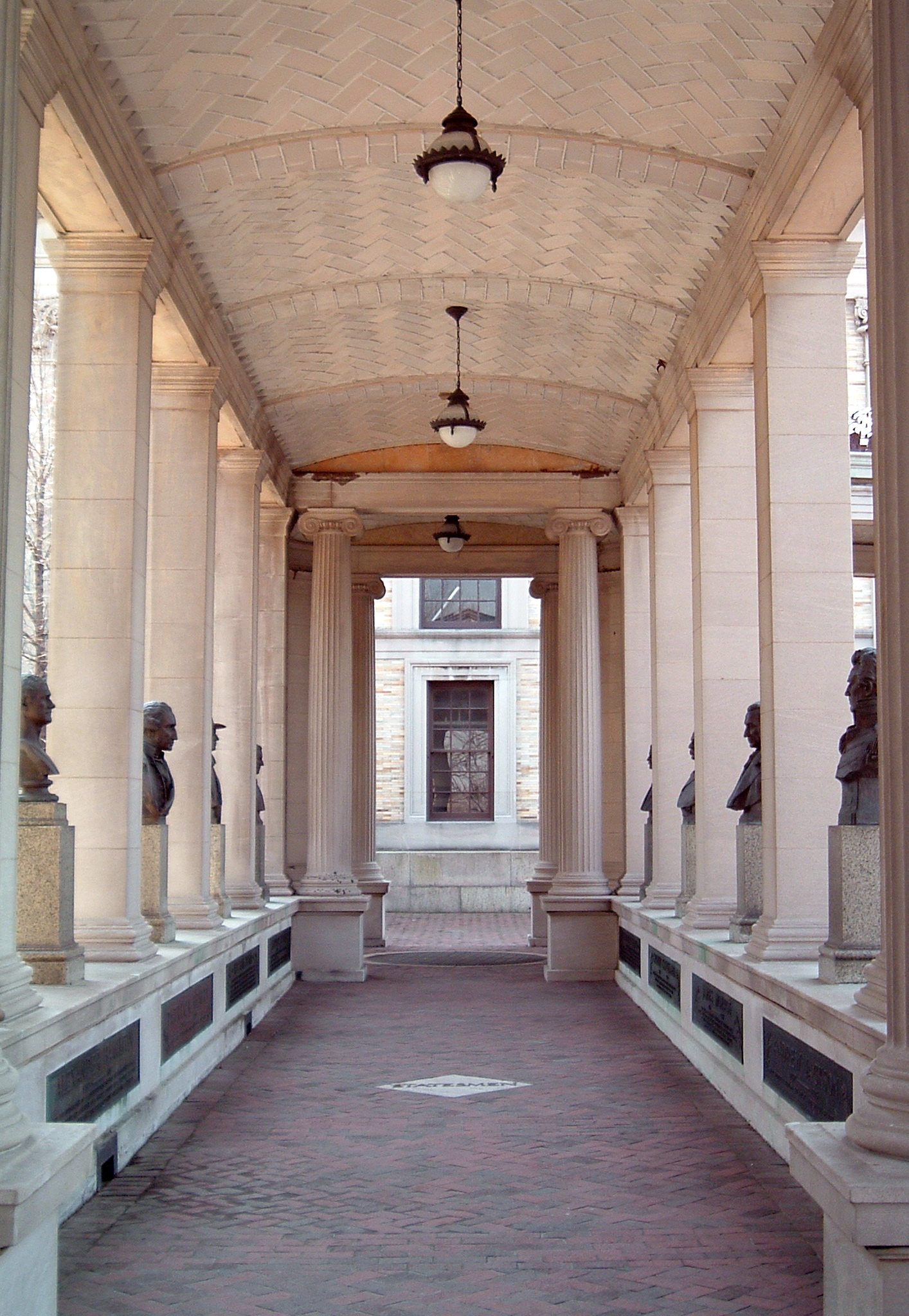
Ingresso della sede della Hall of Fame for Great Americans, nel Bronx

La Hall of Fame for Great Americans è la prima Hall of Fame creata negli Stati Uniti d'America nel 1900, e comprende i personaggi storici che hanno dato lustro alla nazione.
La struttura che ospita questa istituzione è situata a New York City, nello stato di New York, nel borough del Bronx.

## Eleggibilità
Per essere eleggibili nella Hall of Fame, è necessario che il personaggio risponda a diversi requisiti:
- Nato o naturalizzato statunitense;
- Morto da almeno 25 anni;
- Abbia contribuito allo sviluppo della branca di appartenenza per il miglioramento della vita nazionale.

## Eletti
L'elezione avviene ogni 5 anni, a partire dalla data di istituzione, fino al 1970. Da quell'anno le adesioni alla Hall of Fame sono state ridotte a 2, nel 1973 e 1976.

### 1900
- George Washington
- Abraham Lincoln
- Daniel Webster
- Benjamin Franklin
- Ulysses S. Grant
- John Marshall
- Thomas Jefferson
- Ralph Waldo Emerson
- Robert Fulton
- Henry Wadsworth Longfellow
- Washington Irving
- Jonathan Edwards
- Samuel F. B. Morse
- David G. Farragut
- Henry Clay
- George Peabody
- Nathaniel Hawthorne
- Peter Cooper
- Eli Whitney
- Robert E. Lee
- Horace Mann
- John James Audubon
- James Kent
- Henry Ward Beecher
- Joseph Story
- John Adams
- William Ellery Channing
- Gilbert Stuart
- Asa Gray

### 1905
- John Quincy Adams
- James Russell Lowell
- Mary Lyon
- William T. Sherman
- James Madison
- John Greenleaf Whittier
- Emma Willard
- Maria Mitchell

### 1910
- Harriet Beecher Stowe
- Oliver Wendell Holmes
- Edgar Allan Poe
- James Fenimore Cooper
- Phillips Brooks
- William Cullen Bryant
- Frances Willard
- Andrew Jackson
- George Bancroft
- John Lothrop Motley

### 1915
- Alexander Hamilton
- Mark Hopkins
- Francis Parkman
- Louis Agassiz
- Elias Howe
- Joseph Henry
- Charlotte Cushman
- Rufus Choate
- Daniel Boone

### 1920
- William Thomas Morton
- Samuel Clemens, a.k.a. Mark Twain
- Augustus Saint-Gaudens
- Roger Williams
- Patrick Henry
- Alice Freeman Palmer
- James Buchanan Eads

### 1925
- Edwin Booth
- John Paul Jones

### 1930
- James McNeill Whistler
- James Monroe
- Matthew F. Maury
- Walt Whitman

### 1935
- William Penn
- Simon Newcomb
- Grover Cleveland

### 1940
- Stephen Foster

### 1945
- Booker T. Washington
- Thomas Paine
- Walter Reed
- Sidney Lanier

### 1950
- William C. Gorgas
- Woodrow Wilson
- Susan B. Anthony
- Alexander Graham Bell
- Theodore Roosevelt
- Josiah W. Gibbs

### 1955
- Wilbur Wright
- Thomas J. Jackson
- George Westinghouse

### 1960
- Thomas Alva Edison
- Henry David Thoreau
- Edward A. MacDowell

### 1965
- Jane Addams
- Oliver Wendell Holmes, Jr.
- Sylvanus Thayer
- Orville Wright

### 1970
- Albert A. Michelson
- Lillian Wald

### 1973
- George Washington Carver
- Louis D. Brandeis
- Franklin D. Roosevelt
- John Philip Sousa

### 1976
- Clara Barton
- Luther Burbank
- Andrew Carnegie